# Val Rosandra

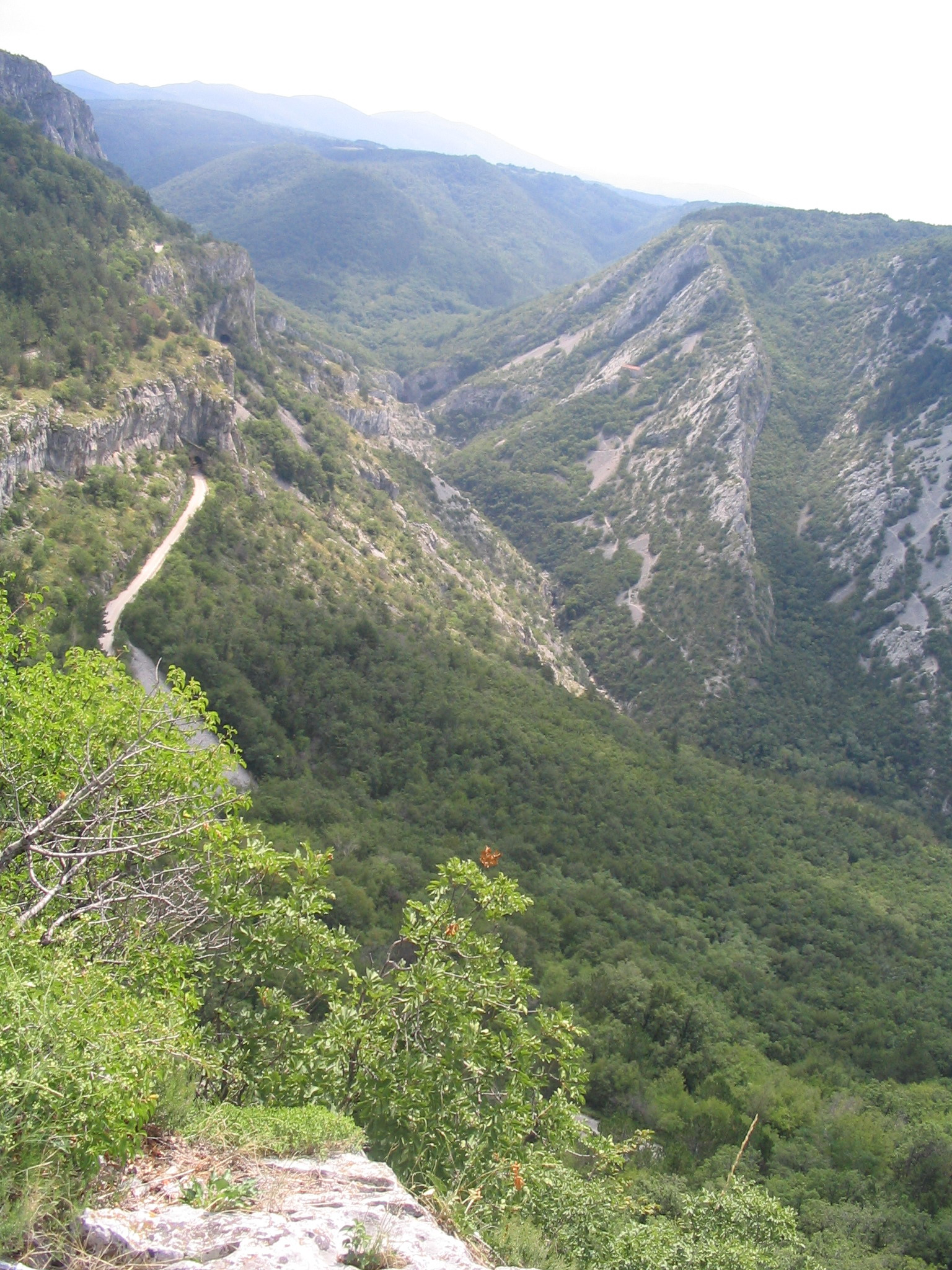
Veduta della val Rosandra, vicino a Trieste

La Val Rosandra (in sloveno Dolina Glinščice), situata nei pressi di Trieste tra il comune di San Dorligo della Valle (Dolina) e quello sloveno di Erpelle-Cosina (Hrpelje-Kozina), è una valle incisa dal torrente Rosandra (sloveno Glinščica).
Alcune delle sue caratteristiche, quali l'aspetto selvaggio, con rupi, ghiaioni e pareti a strapiombo, o la cascata Supet seguita dalle forre che esso attraversa, nonché la presenza di un elevato numero di grotte, hanno reso la Val Rosandra meta di esplorazioni speleologiche, oltre che una palestra di roccia e sito di studio dei fenomeni carsici. È una delle mete più amate dagli escursionisti triestini; la principale via d'accesso per i sentieri di fondo valle è dall'abitato di Bagnoli della Rosandra (Boljunec).

## Storia

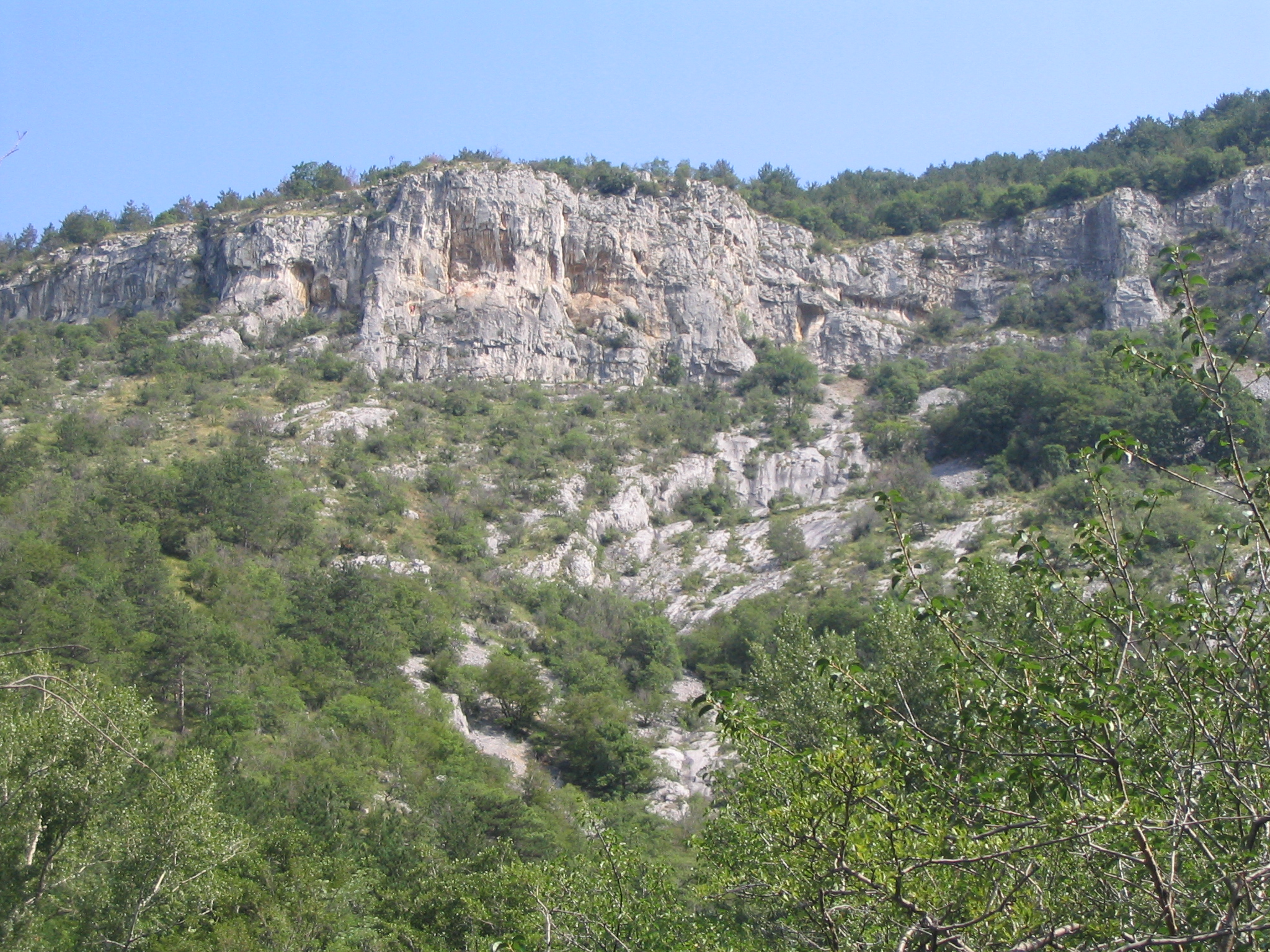
Il costone roccioso chiamato "I Falchi" dagli arrampicatori sportivi, attraversato da una galleria dell'ex-ferrovia Trieste-Erpelle

La valle era già abitata in tempi preistorici. Molti ritrovamenti archeologici documentano la presenza dell'uomo già nel neolitico, presenza che peraltro non è venuta mai a mancare fino ai tempi odierni. In particolare, vanno notate le grotte orizzontali sul versante destro della valle, la principale delle quali è la Grotta delle Finestre o Grotta delle gallerie, la cui conformazione è quanto mai idonea ad offrire riparo; si tratta infatti di un insieme di grotte che si aprono sul fianco della montagna attraverso varie brevi gallerie (finestre appunto), il che permette un'eccellente aerazione del posto. Tuttavia gli esperti sono certi che queste grotte non siano mai state abitate stabilmente; venivano usate come magazzini e stalle, come pure riparo di fortuna per pastori e viaggiatori. Questa certezza deriva dall'assenza di reperti archeologici che possano testimoniare la presenza di un qualche antico insediamento umano in tutto il circondario, mentre ci sono testimonianze di passaggio attraverso la valle praticamente durante tutta la storia. Bisogna infatti considerare che questa valle costituisce l'unico passaggio naturale dal mare oltre l'altipiano verso l'odierna Slovenia ed oltre.

### Acquedotto romano

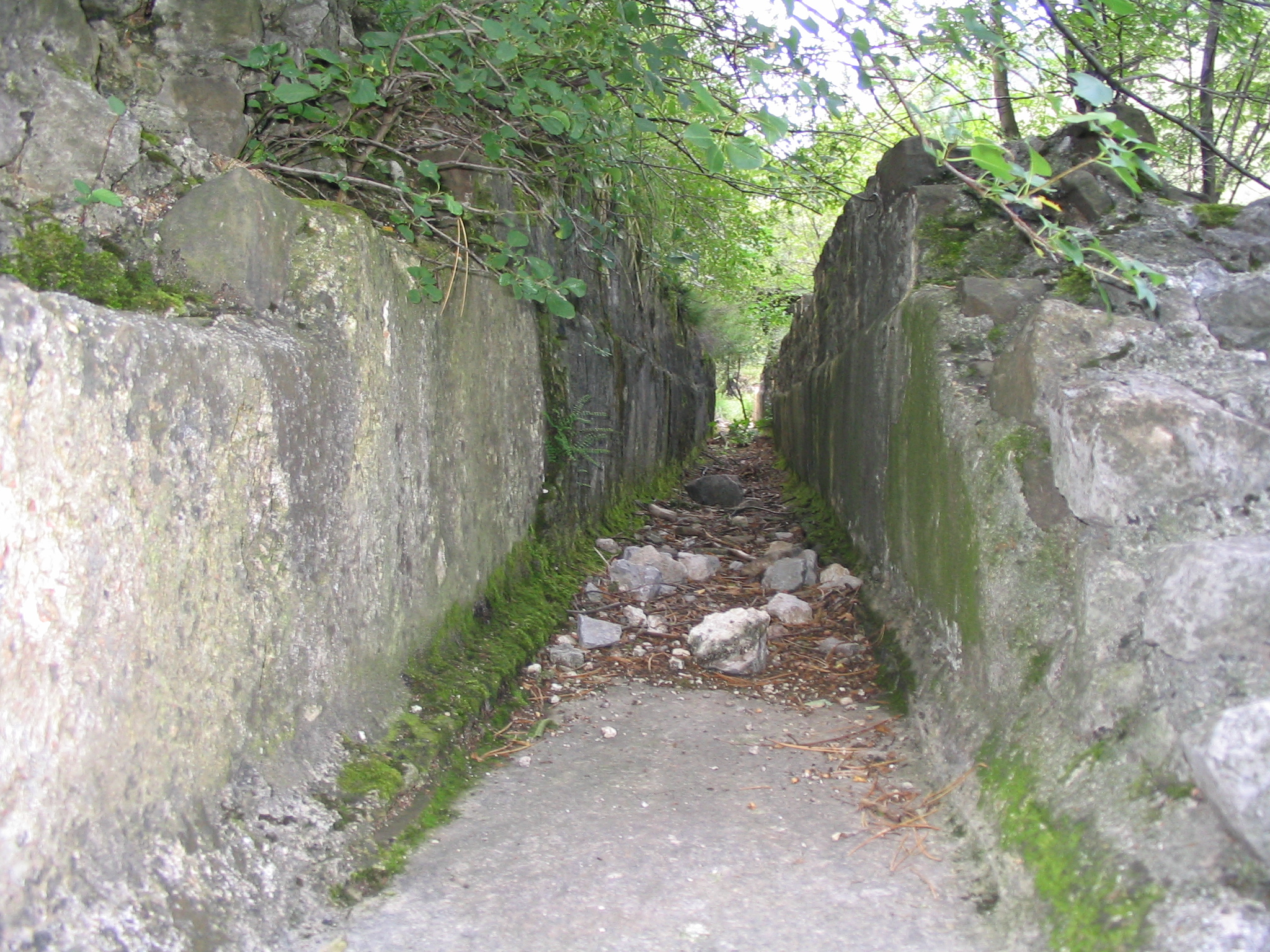
Resti dell'acquedotto romano

La sorgente della Rosandra viene chiamata Clìnciza dal nome sloveno del fiume, Glinščica. Il conte Domenico Rossetti la battezzò Fons Oppia, richiamandone l'uso che già i Romani ne fecero costruendo nel primo secolo un acquedotto lungo 14 chilometri che giungeva fino al centro di Trieste. Sembra che nelle grotte sui fianchi della vallata ci fossero vedette militari perenni a guardia del manufatto e della strada adiacente. Come tutte le costruzioni romane, anche questo acquedotto funzionò molto a lungo, forse addirittura fino al secolo sesto o settimo, quando venne danneggiato intenzionalmente. Molto più tardi, nel XVIII secolo, era comunque ancora tanto conservato che l'amministrazione comunale triestina prese in considerazione un suo eventuale restauro per rifornire d'acqua potabile la città che stava crescendo velocemente. L'idea fu poi abbandonata quando si iniziò a sfruttare altre fonti limitrofe alla città. Oggi, soltanto un centinaio di metri dell'antico acquedotto romano restano ancora a testimoniare questa poderosa costruzione di un'altra epoca.

### Una via commerciale

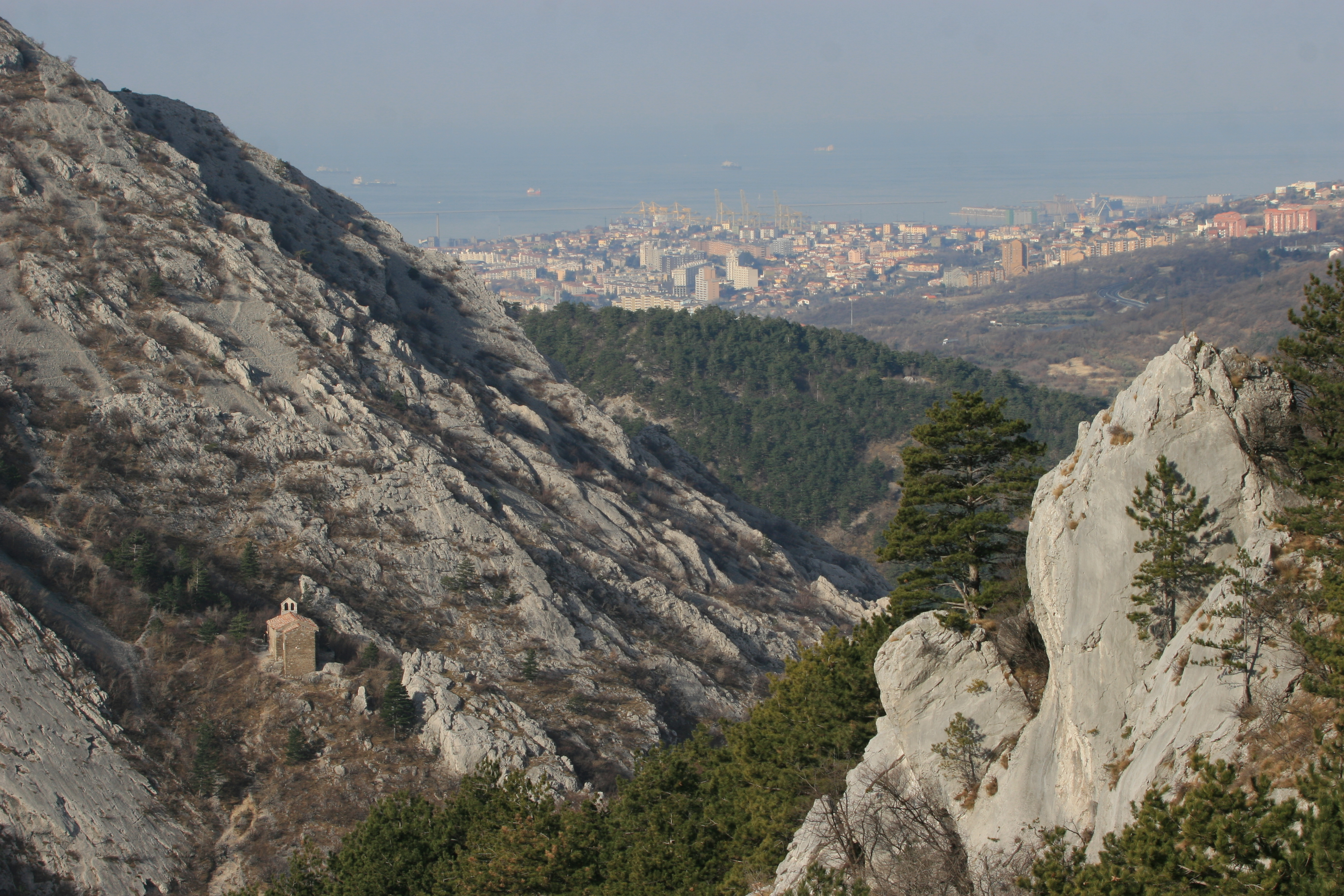
Trieste vista dalla val Rosandra

Presso la foce del Rosandra una volta si estendevano grandi saline, fonte di notevole ricchezza fino al tardo Medioevo. Proprio queste saline furono la causa delle guerre secolari con Venezia che causarono più volte la rovina della città ed in ultimo anche la sua decisione di "dedicarsi" all'Austria piuttosto che sottomettersi alla Serenissima. Si può comprendere l'eccezionale importanza di queste saline se si considera che l'unico collegamento di Trieste con il retroterra era la via commerciale che iniziava appunto presso le saline e proseguiva, attraverso la valle della Rosandra, verso l'interno. Con un linguaggio moderno, potremmo dire che l'industria locale possedeva buone infrastrutture di collegamento il che garantiva costante flusso di entrate a gran parte della popolazione.
Per il controllo di questa arteria fu edificato il castello di Moccò (Zabrežec); dopo la sua distruzione (avvenuta nel 1511) nel XVII secolo fu costruito nelle sue vicinanze il castello di Fünfenberg che fungeva da muda daziale. Questo andò distrutto da un incendio alla fine della seconda guerra mondiale. Altre strutture fortificate della val Rosandra sono il Tabor di Draga, posto su uno sperone roccioso sopra l'abitato di Botazzo (Botač), costruito nel XV secolo dagli abitanti del luogo per proteggersi dalle scorrerie turche e il castello di Vicumberg (o Vinchimberch), costruito nel XIII secolo nei pressi di Becca (Beka), in Slovenia dai conti Carsperch.
La val Rosandra è uno dei rari casi in cui la guerra non ha devastato quanto aveva voluto proteggere. I combattimenti per il controllo della Rosandra rimasero ai suoi margini. E tanto tempo durarono le battaglie per la via commerciale, oggi ribattezzata via del sale che infine persero ogni importanza. Quando, per imposizione dei veneziani, le saline vennero distrutte, anche la strada attraverso la valle del Rosandra cadde in dimenticatoio, e i triestini costruirono una nuova strada verso l'entroterra partendo proprio dal centro della città (l'odierna via Commerciale). Più tardi, quando decadde la supremazia dei veneziani, la riattivazione delle saline non fu più conveniente. Così la meravigliosa val Rosandra rimase intatta. Dal lato mare non c'è più una fortezza a proteggerla, e del resto non ce n'era bisogno perché l'assenza di saline ne aveva decretato l'oblio.

### I mulini

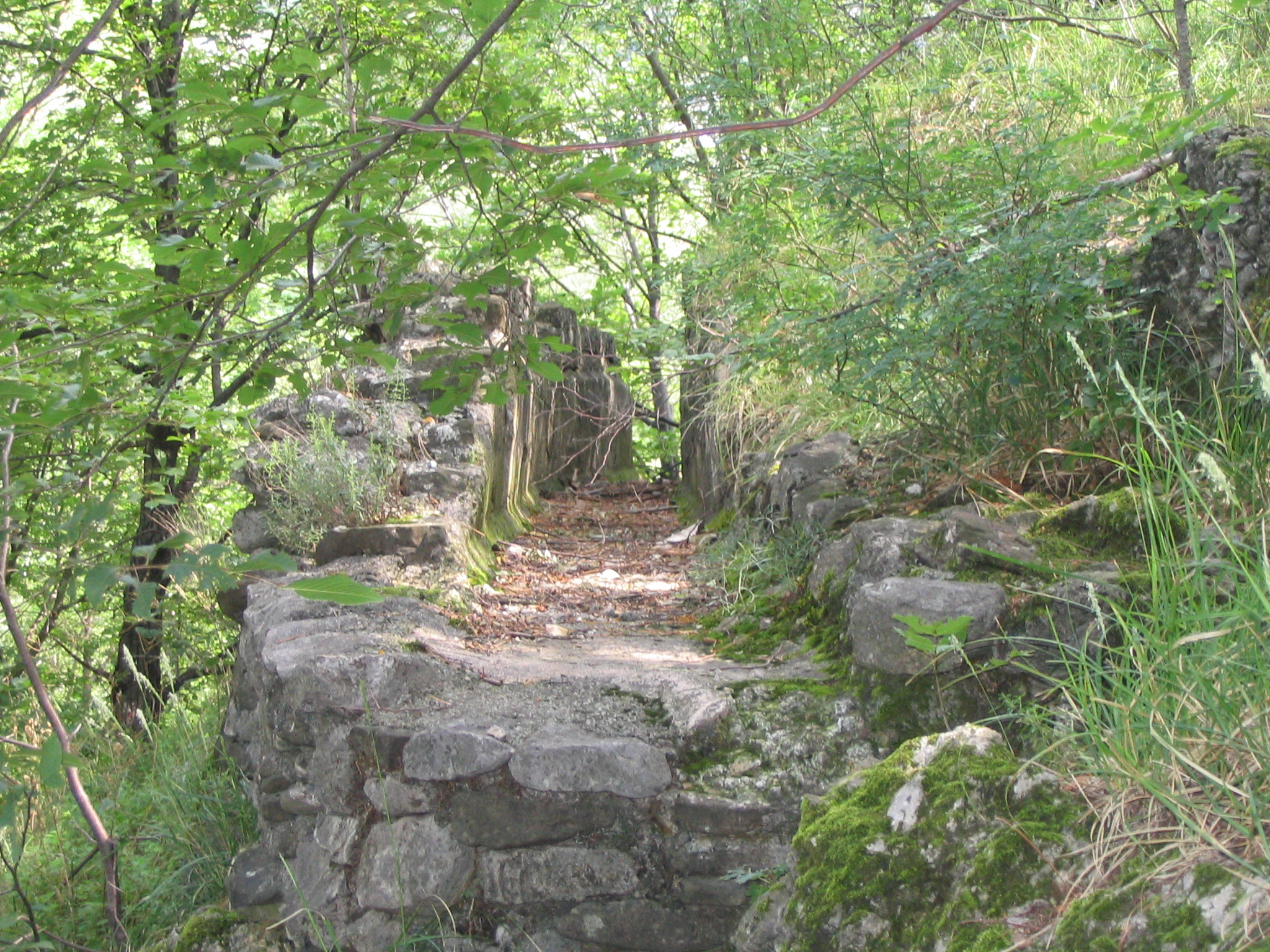
Rovine in val Rosandra

Contemporaneamente con il commercio del sale, sulla Rosandra crebbero anche i mulini per le spezie che raggiungevano per mare il porto di Trieste. Questi mulini in effetti trattavano i cereali solo marginalmente, in quanto vennero costruiti proprio per elaborare le droghe e le spezie che viaggiavano poi con il sale verso l'Europa centrale. Il primo dato che si ha su questi mulini è un contratto di compravendita del 1276 dal quale si apprende che allora ve ne furono in funzione tre. Ma considerando che in tutto il circondario la Rosandra è l'unico corso d'acqua in grado di azionare le pale di un mulino, si può capire che in breve tempo ve ne furono costruiti altri. 
Nel 1757 ve ne furono ben 16, di cui uno a tre ruote. Sulla grande piazza che è tuttora il centro del paese Bagnoli (Boljunec) all'ingresso della valle, c'era all'epoca un tipo di terminal per i carri che trasportavano le merci dalle barche e qui aspettavano il turno per la molitura. Sebbene gli ultimi mulini funzionassero ancora nel XX secolo, oggi praticamente non ne esiste più traccia. Quanto non venne demolito dalla guerra, rimase devastato dal tempo. Le gore, scavate con tanta fatica nella roccia, sono state ricoperte dalla vegetazione incolta o addirittura riempite da terra e detriti; le enormi macine furono fatte a pezzi ed impiegate, assieme alle pietre murarie dei possenti muri, nei rifugi durante l'ultima guerra.

### Il santuario

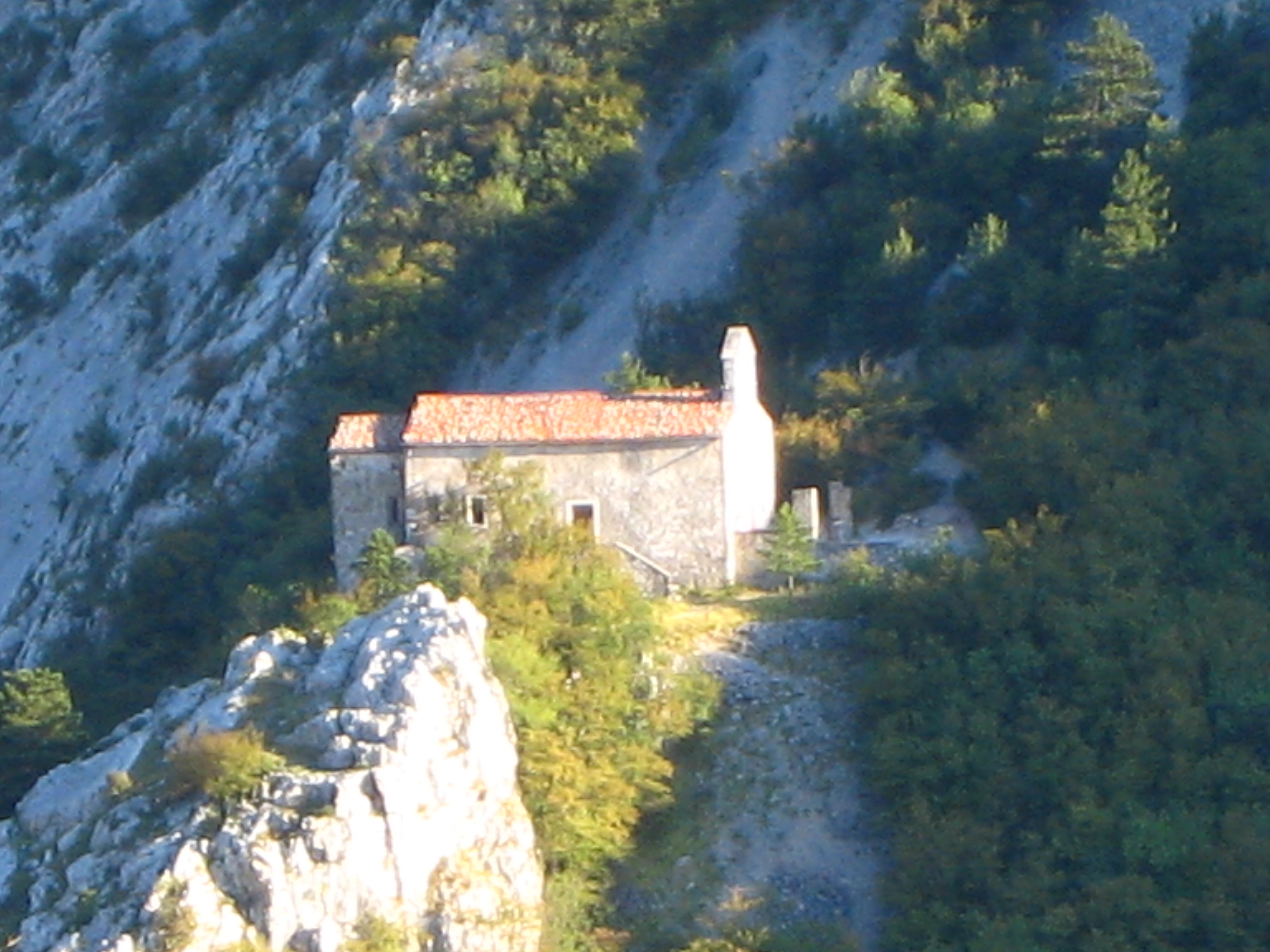
La chiesetta di Santa Maria in Siaris

Verso la fine della Val Rosandra, sotto il Monte Carso, si trova la chiesetta di Santa Maria in Siaris.

### L'ex ferrovia

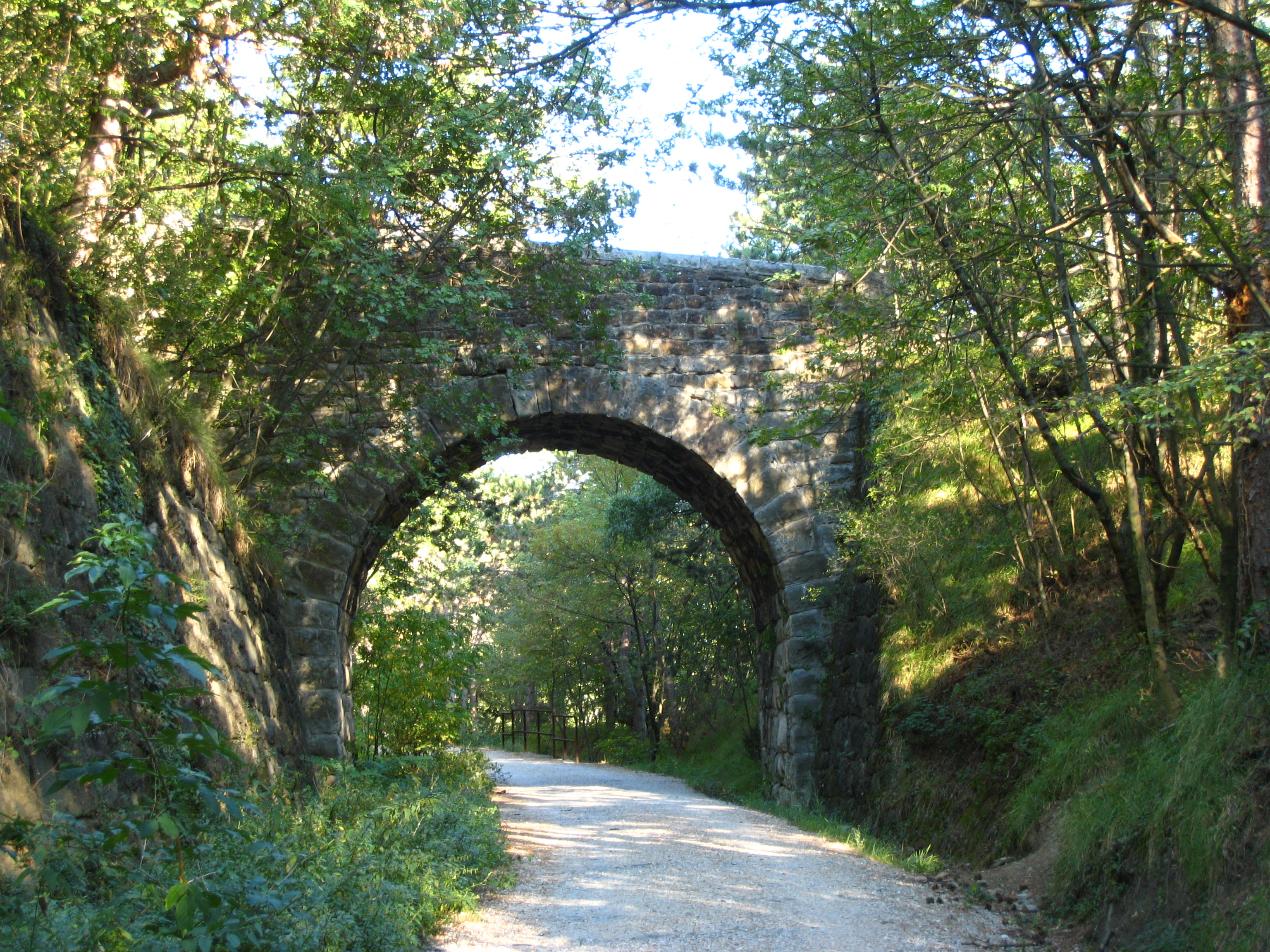
L'ex ferrovia, oggi pista ciclabile, nei pressi della frazione di Hervati

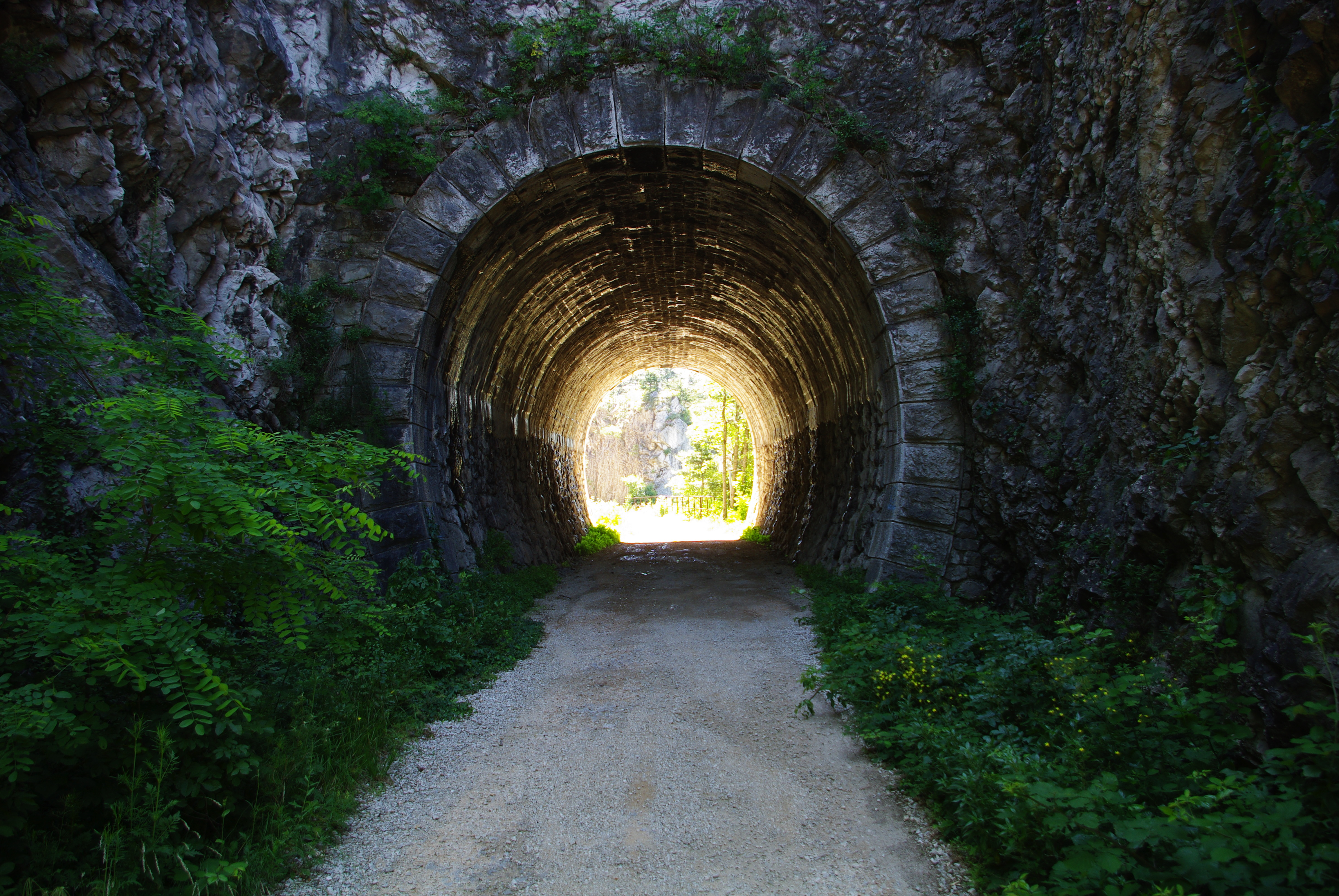
Una delle gallerie dell'ex ferrovia, oggi trasformata in sentiero e pista ciclabile.

Nel 1841 l'Austria-Ungheria costruì la Südbahn, cioè la ferrovia che collegava Vienna con Venezia, Trieste e l'Istria attraverso Lubiana. Il primo tratto raggiunse Venezia già nel 1857, mentre i lavori sul secondo tratto, da Divaccia (Divača) a Pola, si prolungarono fino al 1876. Per il completamento della rete prevista mancava solo il collegamento rapido tra Trieste e l'Istria, cioè una scorciatoia dalla stazione di Erpelle (Hrpelje) attraverso la valle della Rosandra fino in città. In questo modo la distanza da Pola si accorciava di ben 38 chilometri, il che non era poco, dato che si stimava un notevole traffico futuro di merce. Era previsto infatti il passaggio giornaliero di ben 25 treni merci da 25 carri in ciascuna delle due direzioni. 
Ma la costruzione di questo tratto, di soli 19,6 km, non era tanto semplice; la principale difficoltà era data dal terreno carsico sul quale la massicciata doveva posare. Durante i lavori di sbancamento, nella galleria sopra Botazzo si aprì una voragine nella quale precipitarono tre operai, le cui salme non poterono mai esser recuperate. Il troncone scorciatoia, chiamato ferrovia Trieste-Erpelle, fu completato nel 1887, ma non fu mai utilizzato al meglio della capacità, principalmente a causa degli eventi storici di quell'epoca. Invece del previsto traffico di merce per l'interno, la ferrovia agevolò un vivace viavai di passeggeri tra il Carso orientale, l'Istria e Trieste. 
Si servivano di questo veloce mezzo di trasporto soprattutto le contadine che rifornivano la città di latte, pollame, carni salate, verdura e frutta, aggiungendo volentieri qualche bottiglia di grappa. Dopo la fine della seconda guerra mondiale, per qualche tempo la ferrovia continuò a fare la spola tra la città e Draga Sant'Elia (Draga), ultimo paese prima del confine. Ma nel 1958 la linea fu soppressa e nel 1966 furono rimossi i binari. Ora è stata rivalorizzata e riutilizzata come pista ciclabile, partendo dal centro della città per arrivare fino a Cosina in Slovenia.

### Scuola di roccia

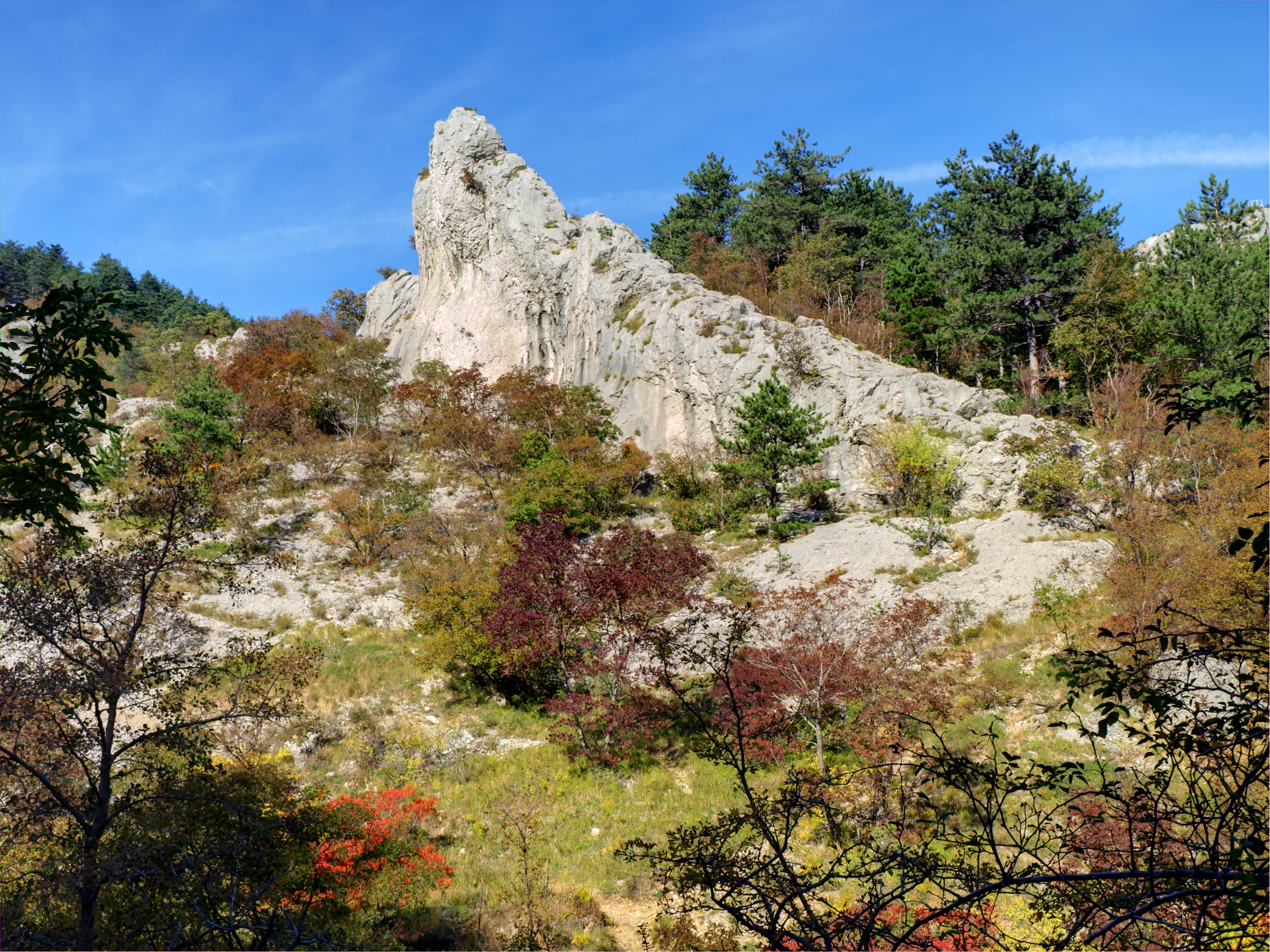
Autunno in Val Rosandra. Il "Piccolo Cervino"

La val Rosandra divenne famosa agli inizi del ventesimo secolo quando venne riscoperta dai rocciatori, i pionieri furono Napoleone Cozzi e i suoi compagni della Squadra Volante. Gli impervi versanti della valle si rivelarono di gran interesse anche per i più esperti alpinisti, in quanto offrono punti con difficoltà addirittura del sesto grado classico, a solo mezz'ora di cammino dall'abitato di Bagnoli. Proprio per questi motivi vi risiede una scuola di roccia fin dal 1929, il cui fondatore fu il triestino Emilio Comici (ricordato da un cippo nella stessa valle), il primo scalatore italiano di sesto grado, ricordato anche per aver aperto nelle Dolomiti oltre duecento nuove vie. La scuola di roccia della Val Rosandra è tuttora attiva e ben nota tra gli alpinisti. Molto conosciuto anche il rifugio alpino Premuda del C.A.I., unico al mondo a soli 82 metri di altitudine. Oltre che dai rocciatori, la valle è frequentata anche dagli speleologi per le numerose cavità che vi si trovano, tra le quali la più nota è la Fessura del Vento.

## Particolarità naturalistiche

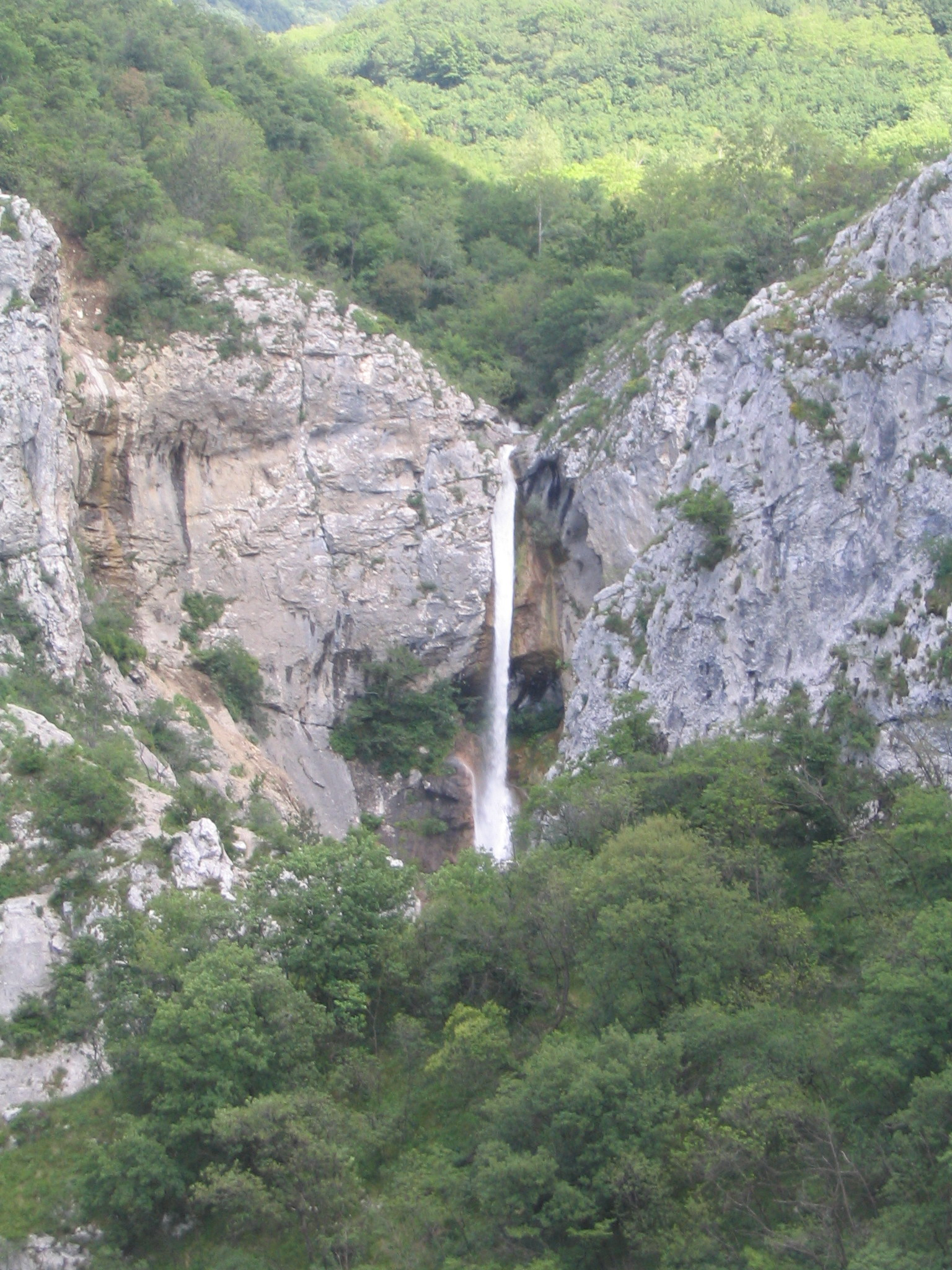
La cascata Supet

La particolarità più eclatante della valle è il repentino ed evidente passaggio dal clima continentale subalpino a quello mediterraneo. La parte superiore della valle, a monte della cascata Supet, è in pieno clima continentale, mentre a valle, subito dopo la cascata, si fa mediterraneo per eccellenza. Essendo le varie parti diversamente esposte sia al sole che alla bora, alle stesse altitudini si riscontrano differenze termiche anche oltre i 10 °C il che ovviamente influisce in particolar modo sulla flora locale. 
Qui si sono conservate molte piante sia alpine che mediterranee che nei territori circostanti sono andate perse con le glaciazioni, ad esempio la Daphne alpina, l'Amelanchier ovalis, la Genista holopetala ed altre. Analogamente vi si trovano vari animali, soprattutto rettili ed anfibi la cui presenza all'esterno della valle è estremamente rara. Da notare ad esempio la Natrix natrix o biscia con il collare che abita prevalentemente in acqua, visto che si nutre quasi esclusivamente con pesci e piccole raganelle. È conosciuta perché in caso di pericolo si finge morta ed espelle un liquido maleodorante. Similmente si comporta anche la Bombina variegata o ululone dal ventre giallo. Quando si sente minacciato, questo anuro espelle un liquido repellente e spaventa il nemico esponendo le vistose macchie gialle ventrali.
Il corso superiore della Rosandra e quello inferiore si distinguono anche geologicamente. Dapprima il torrente scorre in un terreno flyschoide leggermente irregolare, con ricca vegetazione su ambedue le sponde, poi precipita con la pittoresca cascata Supet e si infrange su un substrato francamente carsico, tra rocce e strettoie radamente cosparse di modeste pianticelle. Queste particolari caratteristiche fanno della val Rosandra un'interessante palestra di ricerca per lo studio di alcuni fenomeni geologici, come pure delle peculiarità della fauna e della flora, condizionate dalle particolari condizioni climatiche. Dal 1996 la Val Rosandra è Riserva Naturale. La ricchezza e la varietà dei luoghi e la presenza di alcuni habitat prioritari a livello europeo fanno sì che la stessa sia anche Sito d'Interesse Comunitario (SIC), Zona di Protezione Speciale (ZPS) e un'importante area avifaunistica.
Nel marzo 2012, nell'ambito dell'operazione "Alvei puliti" promossa dalla regione Friuli Venezia Giulia, il taglio a raso di parte della vegetazione ripariale effettuato durante la manutenzione dell'alveo svolta dai volontari della Protezione Civile ha suscitato vive proteste da parte degli ambientalisti e di alcuni esponenti della comunità scientifica locale.

## Riserva naturale

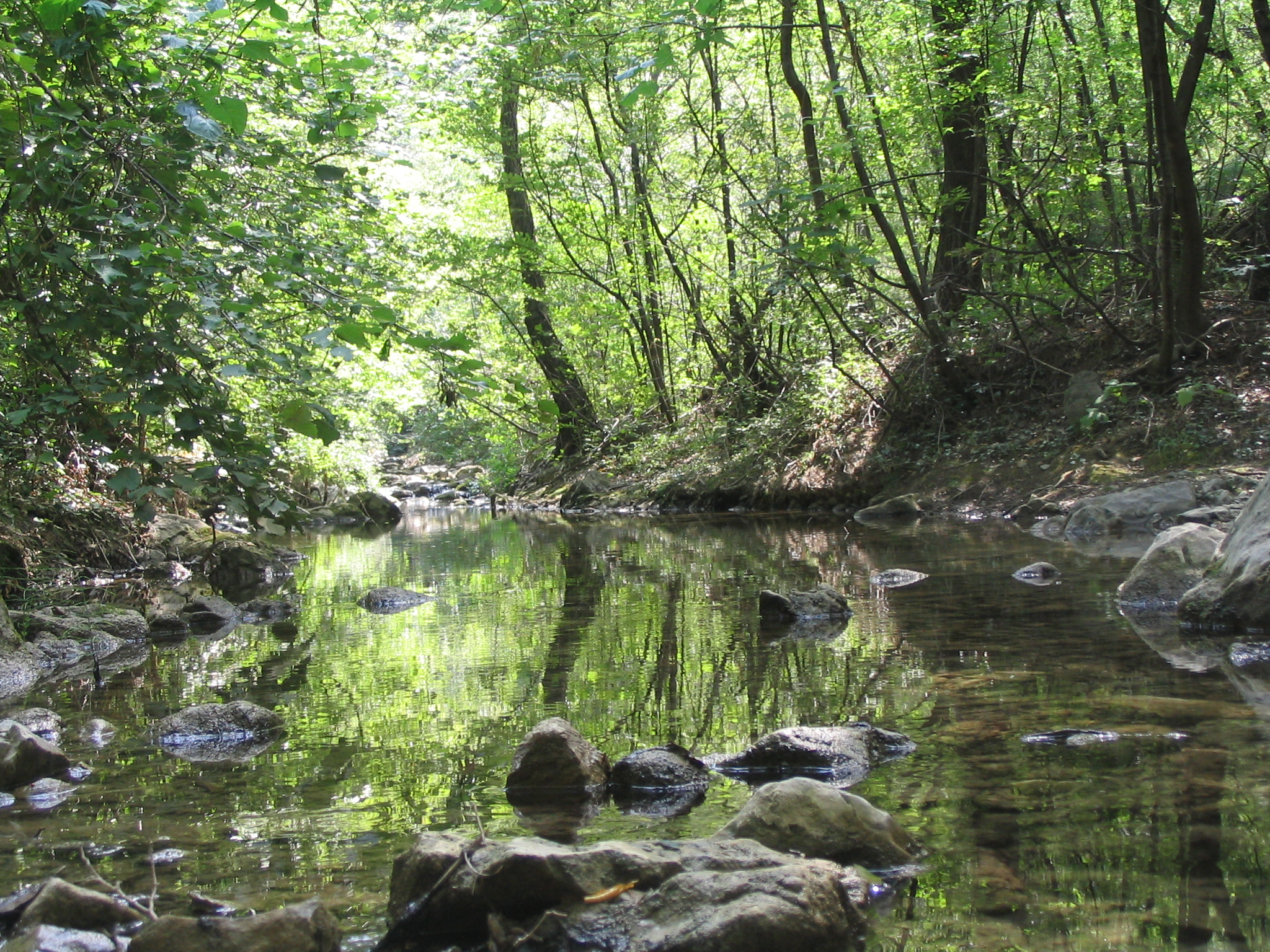
Il torrente Rosandra

Dopo secoli di storia, oggi la valle della Rosandra non costituisce più una via di passaggio, né per un acquedotto verso la città, né per il commercio verso l'interno, né per la ferrovia imperiale o locale. Si è trasformata in un'oasi riservata agli amanti della natura. A pochi chilometri dal chiasso cittadino, qui ci si può immergere in un ambiente ancora incontaminato che si può scoprire, passo dopo passo, lungo il sentiero a fondovalle oppure camminando, quasi in sommità dei versanti, sulla massicciata della linea ferroviaria abbandonata.
La val Rosandra è tutelata dalla legge regionale 42 (art. 51-52) del 30 settembre 1996 che istituì la Riserva naturale regionale della val Rosandra (in sloveno Naravni rezervat doline Glinščice), di circa 746 ettari di estensione, affidandone la gestione al comune di San Dorligo.
Il tracciato della vecchia ferrovia Trieste-Erpelle che portava dalla città fin oltre il confine con la Slovenia, è ora una pista pedonale e ciclabile intitolata a Giordano Cottur. Alcuni dei sentieri attuali dovrebbero venir riservati per il trekking e palestre di ginnastica all'aperto. Molto richiesto anche un servizio di escursioni guidate attraverso le grotte carsiche. La chiesetta, il cui mantenimento è ora lasciato alla cura di privati, dovrebbe venir restaurata e se ne dovrebbe valorizzare l'aspetto spirituale con pellegrinaggi e manifestazioni culturali. C'è chi ha proposto anche l'installazione di un osservatorio stabile di geomorfologia carsica.

### Flora

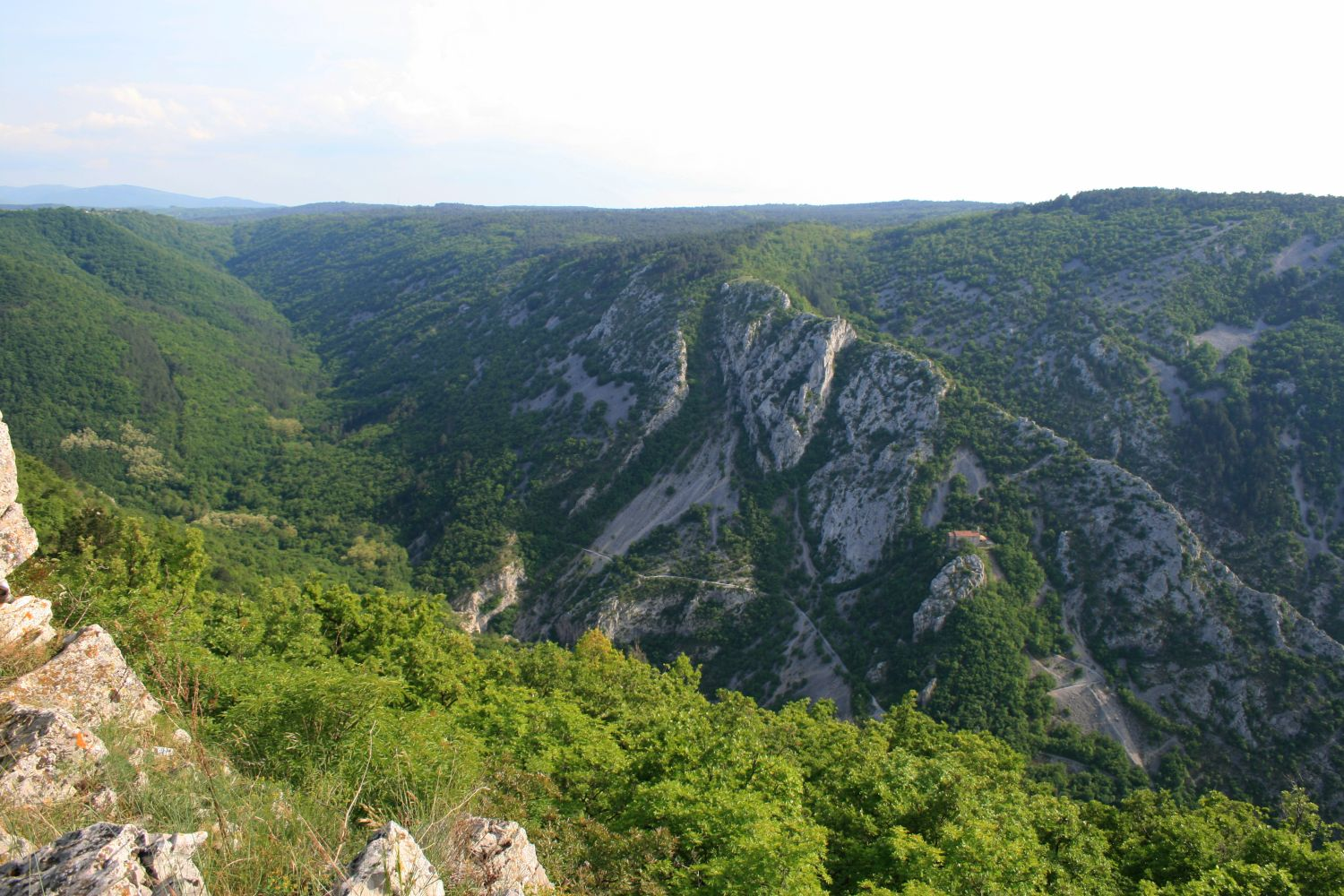
La complessa geomorfologia della Val Rosandra determina la presenza di quasi 1000 specie di piante in pochi km quadrati

Quanto sinora sappiamo sulla biodiversità vegetale della Val Rosandra si può riassumere in pochi numeri: più di 1.000 funghi, 988 piante vascolari, circa 300 licheni, circa 150 briofite (muschi ed epatiche), circa 100 myxomiceti, per un totale di circa 2.700 entità. Mancano dati affidabili su cianobatteri, alghe e microfunghi, con i quali il totale crescerebbe di molto.
Le piante superiori mostrano una biodiversità altissima non
solo per quantità ma anche per qualità: includono molte entità endemiche o rare
- a volte con le sole popolazioni note per l'Italia - e molte altre diffuse su
aree più vaste ma marginali rispetto al Carso, come il Mediterraneo, la regione
Illirica o le Prealpi. La
 Val Rosandra è riuscita a trattenere molti ricordi del
passato: la passeggiata che ci entusiasma per la bellezza del paesaggio può
farci spaziare dalle Alpi all'Europa centrale, dai Balcani all'Europa
orientale, dall'Adriatico al Ponto, persino ad altri continenti.
La Val
Rosandra rispecchia la storia della vegetazione del Carso, ma
ha molti tratti originali. La geomorfologia ne fa un "unicum" nel
Carso triestino: l'agricoltura era ed è limitata a piccole aree su flysch come Botazzo, il pascolo oggi quasi del tutto abbandonato era reso difficile da
versanti scoscesi e pietrosi. La valle conserva ancora aspetti del Carso
preistorico: la vegetazione di rupi e ghiaioni con la boscaglia primaria, gli
ambienti umidi lungo il torrente, le pareti verticali con cianobatteri. Il
paesaggio della Val Rosandra è quindi diverso da quello del resto del Carso
triestino. Gli alpinisti che ne usano le pareti come scuola lo hanno
erroneamente paragonato ad un paesaggio "alpino". Esso ricorda invece
le grandi valli dinariche della Dalmazia. Il macropaesaggio è simile con le
grandi forme di erosione e l'alternanza di arbusteti e superfici quasi nude,
le strutture geologiche sono simili con i calcari fessurati, i campi solcati,
ghiaioni, etc, le specie sono spesso le stesse e crescono in associazioni
simili. Così, certi tratti del Monte Carso ricordano straordinariamente
l'entroterra di Fiume.
In Val Rosandra le relazioni tra vegetazione e fattori
fisici sono più chiare che sulle Alpi, ove sono complicate dall'orografia e
dalla presenza di molti tipi di rocce: si leggono facilmente per il modesto sviluppo dei rilievi e per i due soli substrati dominanti: calcare e flysch. Su calcare il versante orografico sinistro (Monte Carso) ha gli
strati disposti a franappoggio, cioè immersi secondo la direzione del pendìo,
mentre il versante destro (Monte Stena) ha gli strati a reggipoggio, cioè immersi
al contrario del versante, con una spiccata simmetria nella vegetazione, Sul
versante sinistro dominano i ghiaioni con arbusteti alternati a zolle erbacee
discontinue, su quello destro i boschi si alternano alle pareti verticali
coperte da cianobatteri. La landa occupa le parti pianeggianti del M. Stena e
del Monte Carso.
Il flysch ha caratteristiche opposte: la roccia è salda e
trattiene l'acqua (l'unico sfruttamento agricolo è presso Botazzo), il
paesaggio ha forme più morbide, il manto vegetale è più compatto, le fioriture
sono attenuate e scaglionate regolarmente nel tempo, per cui la sensazione
cromatica dominante è quella del verde. Il calcare ospita invece una
vegetazione discontinua con fioriture accese e concentrate nel tempo (gialli
primaverili, rosa-violetti autunnali). Le aree marnoso-arenacee ricordano un paesaggio
"appenninico", quelle calcaree un paesaggio "balcanico".
Già il Pospichal (1897), nella sua monumentale opera sulla flora dell'allora
Litorale Austriaco, definiva le colline arenacee come "flemmatiche",
le aree calcaree "drammatiche". In Val Rosandra la flemma regna nella
parte alta, il dramma nella parte bassa.